# Enrico Colombari
Enrico Colombari   (La Spezia, 31 de gener de 1905 - Pisa, 8 de març de 1983) va ser un futbolista professional i entrenador de futbol italià que jugava com a migcampista.

## Carrera de club
Colombari va guanyar el campionat italià amb l'AC Torino la temporada 1927–28.
Va jugar durant 8 temporades (242 partits, 10 gols) a la Serie A amb el Torino i el SSC Napoli.

## Carrera internacional
Colombari va debutar amb la selecció italiana de futbol el 14 d'octubre de 1928 en un partit contra Suïssa. Va ser titular en dues ocasions a la Copa Internacional d'Europa Central de 1927–30, que va guanyar l'or, i en una ocasió a la Copa Internacional d'Europa Central de 1931–32, que va guanyar la plata.

## Internacional
Itàlia
- Copa Internacional d'Europa Central: 1927–30 ; Subcampió: 1931–32